# Außenstelle des Franz-Mehring-Instituts in Berlin-Biesdorf

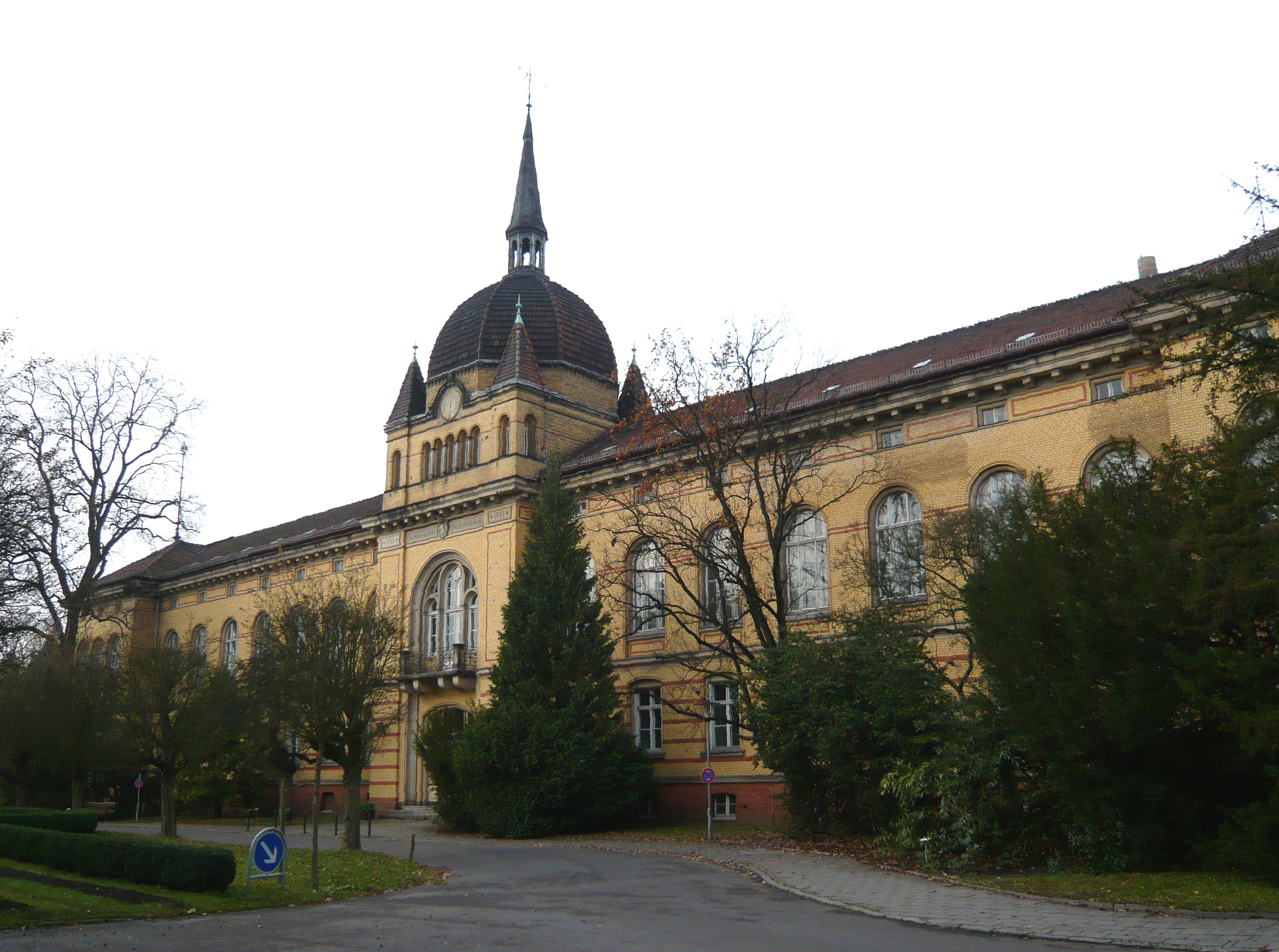
Gebäude der Außenstelle des Franz-Mehring-Instituts und des Wilhelm-Griesinger-Krankenhauses in Berlin-Biesdorf (2008)

Die Außenstelle des Franz-Mehring-Instituts in Berlin-Biesdorf war eine Bildungsinstitution der Deutschen Demokratischen Republik (DDR) in Ost-Berlin. Sie wurde 1970 vom Ministerrat der DDR eingerichtet und diente dazu, Funktionäre der westdeutschen Deutschen Kommunistischen Partei (DKP) in Marxismus-Leninismus zu schulen. Organisatorisch gehörte die Außenstelle zum Franz-Mehring-Institut der Karl-Marx-Universität Leipzig, das für die Ausbildung von Lehrern für das marxistisch-leninistische Grundlagenstudium zuständig war.
In der DKP und der ihr nahestehenden Jugendorganisation Sozialistische Deutsche Arbeiterjugend (SDAJ) galt die Außenstelle des Franz-Mehring-Instituts als Parteischule. Jedes für eine hauptamtliche Tätigkeit vorgesehene Mitglied wurde nach Biesdorf delegiert, sofern es nicht zu der Minderheit zählte, die an der Internationalen Lenin-Schule in Moskau studieren durfte. 1989 gab es rund 500 hauptamtliche DKP-Funktionäre. Von 1970 bis zu ihrer Schließung im Jahr 1989 besuchten mehrere hundert Parteimitglieder der DKP die Drei-, Sechs- und Zwölf-Monatskurse. Teilnehmer der Schulungen waren unter anderem Harald Werner, Christian von Ditfurth, Cordt Schnibben und Manfred Dott.
Die Außenstelle war im vormals von der sowjetischen Roten Armee genutzten Teil der Gebäude des Wilhelm-Griesinger-Krankenhauses im Ortsteil Berlin-Biesdorf untergebracht. Die Parteischule und das Krankenhaus wurden durch einen Zaun voneinander getrennt. Heute werden Teile des Gebäudekomplexes vom Unfallkrankenhaus Berlin genutzt.